# NextGen Series
Die NextGen Series oder auch Next Generation Series war ein in den Saisons 2011/12 und 2012/13 ausgetragener Fußballvereinswettbewerb für männliche Fußballspieler unter 19 Jahren. Initiiert wurde das Turnier von dem Fernsehproduzenten Justin Andrews und dem Sportdirektor des FC Brentford, Mark Warburton. Mit dem Wettbewerb sollte Nachwuchsspielern Gelegenheit gegeben werden internationale Erfahrungen auf Klubebene zu sammeln.
Der Wettbewerb gilt als Vorläufer der UEFA Youth League.
Startberechtigt waren Juniorenteams europäischer Spitzenklubs, die sich durch eine hohe Qualität ihrer Nachwuchsarbeit auszeichnen. Der Wettbewerb wurde über die gesamte Saison verteilt mit Hin- und Rückspielen, analog den europäischen Klubwettbewerben, ausgetragen. Gespielt wurde wie bei allen anderen internationalen Turnieren nach den Regeln des International Football Association Board. Bei der ersten Austragung in der Saison 2011/12 waren noch sechzehn Teams in vier Gruppen am Start, die die Teilnehmer am Viertelfinale ermittelten. 2012/13 wurde dieses Teilnehmerfeld, mit Ausnahme des FC Basel, um neun weitere Mannschaften auf 24 Teams erhöht, die nun in sechs Gruppen die Teilnehmer am Achtelfinale ausspielten.
In den Medien war der Wettbewerb vor allem durch Liveübertragungen ausgewählter Spiele auf dem Sportsender Eurosport, der die europaweiten Senderechte besaß, präsent.
Für die Saison 2013/14 beschloss die UEFA die Einführung einer UEFA Youth League für die sich die U-19 Teams der 32 an der Gruppenphase der UEFA Champions League teilnehmenden Klubs qualifizieren. Die NextGen Series werden ab dieser Saison nicht mehr ausgetragen.

## Die Turniere im Überblick
| Jahr    | Finale        | Finale         | Finale         | Spiel um Platz 3  | Spiel um Platz 3 | Spiel um Platz 3    |
| Jahr    | Sieger        | Ergebnis       | Finalist       | 3. Platz          | Ergebnis         | 4. Platz            |
| ------- | ------------- | -------------- | -------------- | ----------------- | ---------------- | ------------------- |
| 2011/12 | Inter Mailand | 1:1, 5:3 i. E. | Ajax Amsterdam | FC Liverpool      | 2:0              | Olympique Marseille |
| 2012/13 | Aston Villa   | 2:0            | FC Chelsea     | Sporting Lissabon | 3:1              | FC Arsenal          |